# Gustav Paulsen
Gustav Paulsen (* 8. September 1876 in Kalleby; † 19. Juni 1955) war ein deutscher Politiker (Deutsche Staatspartei).

## Leben
Paulsen war von Beruf Bauer. Im Jahr 1930 war er kurzzeitig Mitglied der Deutschen Staatspartei und kandidierte bei den Reichstagswahlen im selben Jahr. 1946 gehörte er von Februar bis Mai dem ersten ernannten Landtag von Schleswig-Holstein als fraktionsloser Abgeordneter an.